# Уэйд, Марк
Марк Уэйд (англ. Mark Waid) родился 21 марта 1962 года) — американский писатель комиксов, известный своими работами для DC Comics, такими как «Вспышка», «Королевство пришло» и «Супермен: право первородства», а также работой над «Капитан Америка», «Фантастическая четверка» и «Сорвиголова» для Marvel. С августа 2007 года по декабрь 2010 года Уэйд занимал должность главного редактора, а затем и главного креативного директора Boom! Studios, где он создал такие комиксы как «Неустрашимый», «Неподкупный» и «Путешественник». Марк Уэйд вложил большой вклад в перезапуск комиксов про Ривердейл, написав сценарий для серии комиксов «Арчи» в 2015 году.

## Ранняя жизнь
Уэйд родился в Хейтауне, штат Алабама. Он заявил, что его работа над комиксами началась под сильным влиянием Adventure Comics # 369—370 (1968), двухтомником Джима Шутера и Морта Вайзингера «Легион супергероев», когда злодею Модру стал для него «образцом для всего, что я пишу».

## Карьера

### 1980-е — 1990-е
Уэйд появился в сфере комиксов в середине 1980-х годов в качестве редактора и писателя журнала поклонников комиксов Fantagraphics Books, Amazing Heroes. Первый комикс Уэйда «The Puzzle of the Purloined Fortress», восьмистраничная история о Супермене, была опубликована в комиксах № 572 (октябрь 1985 г.).
В 1987 году Уэйд был нанят в качестве редактора для DC Comics, где он работал над такими проектами как Action Comics, Doom Patrol, Infinity, Inc., Legion of Super-Heroes, Secret Origins и Wonder Woman, а также над различными ваншотами, в том числе Batman: Gotham by Gaslight. В тандеме с писателем Брайаном Августином Марк Уэйд стал соавтором франшизы DC «Elseworlds».